# Нерва (остров)
Не́рва (швед. Nervö, фин. Narvi) — скалистый остров в восточной части Финского залива. Расположен в 18 км (11 милях) к востоку от Соммерса, в 24 км к северу от Мощного и в 20 км к юго-востоку от финской границы. Ближайшая к Нерве суша — архипелаг Большой Фискар, что находится в 15 км (9,5 миль) к северу. Административно входит в состав Выборгского района Ленинградской области. На острове находится маяк, построенный в 1945 г. и представляющий собой решётчатую башню прямоугольного сечения высотою в 37 м. Рядом с башней стоит несколько служебных зданий. Фокальная плоскость маяка находится на высоте 44 м. Маяк даёт одну белую вспышку каждые 8 сек. Виден за 18 миль.

## История
Перешёл к России от Швеции в 1721 году по Ништадтскому миру. В 1867 году на острове поставлен первый маяк: круглая башня каменной кладки высотою в 28 метров. В 1918 году занят финнами и по Тартускому мирному договору 1920 года отошёл к Финляндии. При этом остров был демилитаризован, но Финляндии позволялось иметь на нём «военно—наблюдательный пост».
Советской морской пехотой Нерва была занята во время Финской войны 1 декабря 1939 года. Небольшой десант для подъёма советского флага был высажен с эскадренного миноносца «Ленин» и сторожевого корабля «Снег». Обнаружилось, что маяк и радиостанция разрушены, а финский гарнизон покинул остров. Десант с Нервы был снят в тот же день, а 2 декабря на остров высадили стрелковое подразделение с пулемётами и гидрографы Балтийского флота приступили к восстановительным работам. По Московскому договору 1940 года Нерва отошла Советскому Союзу.
Во время Великой Отечественной войны советский гарнизон с Нервы эвакуировали 2 декабря 1941 года, маяк был разрушен, а сам остров длительное время — до 1944 года — оставался ничей. 20 июня 1944 г. при проведении Бьёркской десантной операции Нерва была занята ротой морской пехоты РККФ, установившей на острове береговую артиллерию. В 1945 году на Нерве был установлен новый, работающий по сей день, маяк.
В 2001 году возродили гонку парусных яхт «Кубок 100 миль», впервые проводившуюся ещё в 1852 году, где Нерва, отстоящая от острова Котлина на 50 миль, явилась средним пунктом дистанции.